# O Corgo
O Corgo település Spanyolországban, Lugo tartományban. O Corgo Lugo, Castroverde, Baralla, Láncara, O Páramo és Guntín községekkel határos. Lakosainak száma 3370 fő (2024).

## Népesség
A település népessége az elmúlt években az alábbi módon változott:
| Lakosok száma | 4243 | 4264 | 4095 | 3993 | 3828 | 3695 | 3523 | 3481 | 3429 | 3370 |
|               | 2001 | 2004 | 2007 | 2009 | 2012 | 2014 | 2017 | 2019 | 2022 | 2024 |